# Cantó de Triel-sur-Seine
El cantó de Triel-sur-Seine és un antic cantó francès del departament d'Yvelines, que estava situat al districte de Saint-Germain-en-Laye. Comptava amb 3 municipis i el cap era Triel-sur-Seine.
Al 2015 va desaparèixer i el seu territori va passar a formar part del cantó de Verneuil-sur-Seine.

## Municipis
- Triel-sur-Seine
- Verneuil-sur-Seine
- Vernouillet

## Història
| Data d'elecció                           | Identitat                   | Partit                      | Qualitat |
| ---------------------------------------- | --------------------------- | --------------------------- | -------- |
| 1967-1976                                | Léon Robert                 | SFIO, després divers gauche |          |
| 1976-1982                                | M. Moulin                   | PS                          |          |
| 1982-2001                                | Jacques Massacré            | RPR                         |          |
| 2001-2008                                | Marie-Hélène Lopez-Jollivet | PS                          |          |
| 2008-                                    | Philippe Tautou             | UMP                         |          |
| les dades anteriors no són pas conegudes |                             |                             |          |
|                                          |                             |                             |          |

## Demografia
| A partir de 1990: Població sense dobles comptes |